# Commer (automoción)
Commercial Car Company, cuya marca comercial fue Commer, fue un fabricante británico de automóviles, especializado en vehículos de transporte tanto de mercancías como de pasajeros. Fundada en 1905, la compañía fue comprada en 1926 por Humber, y finalmente ambos fueron absorbidos por el Grupo Rootes en 1931. La marca Commer se mantuvo en el mercado hasta 1976.

## Historia

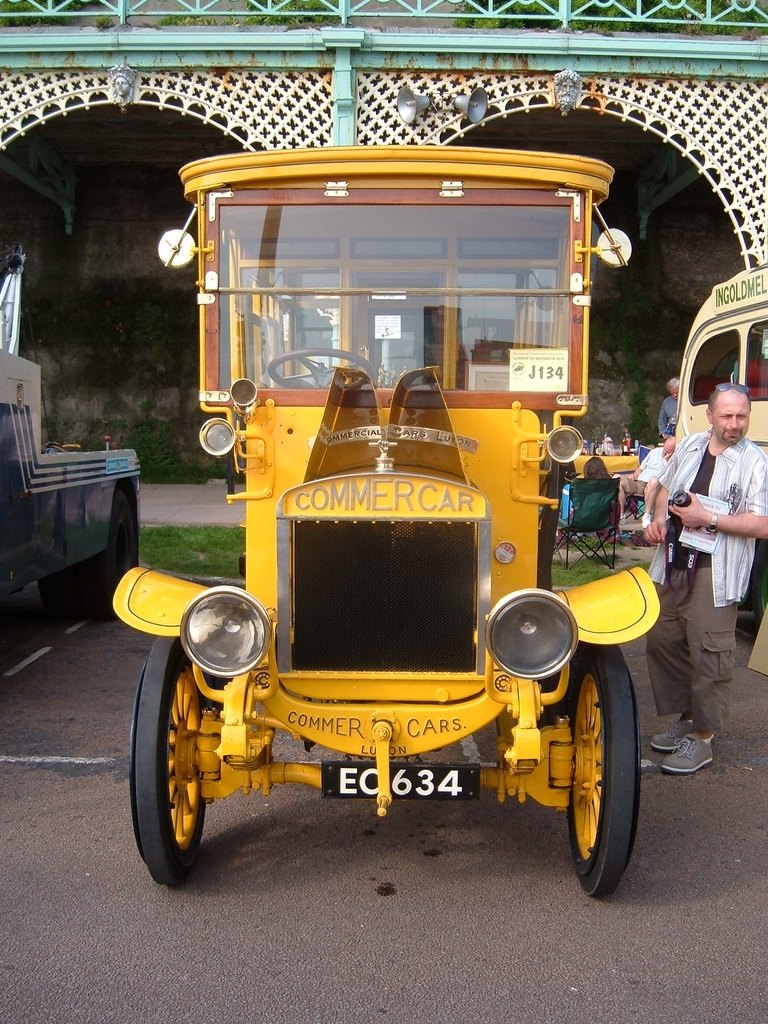
Autobús Commer de 1909.

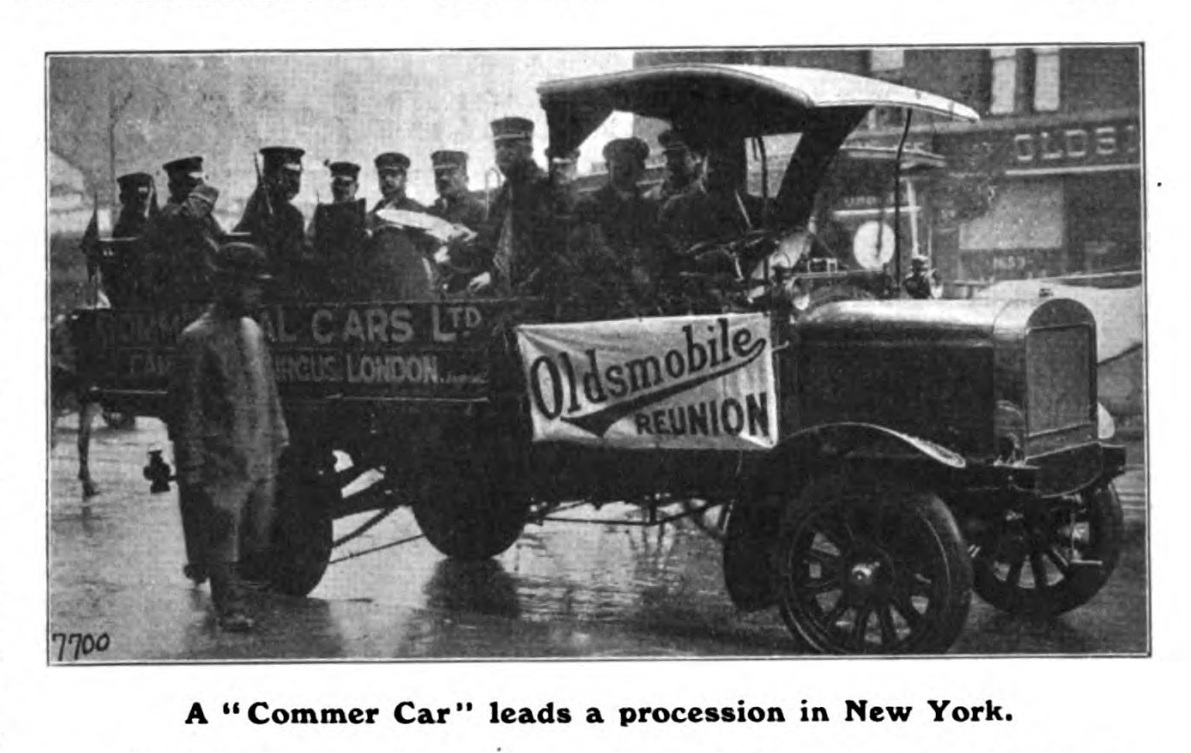
Camión Commer, abriendo el desfile de 400 automóviles Oldsmobile (Nueva York, 1910)

Julian Halford fundó la compañía en 1905 en Lavender Hill, en el sur de Londres, para diseñar camiones que equipaban una novedosa caja de cambios inventada dos años antes, que era muy sencilla de manejar para conductores poco experimentados. El comienzo de la producción en masa en 1907 hizo trasladar la compañía hasta Biscot Road, en Luton.
El nombre de la compañía está ligado a que fue uno de los primeros fabricantes de vehículos comerciales en el Reino Unido, especialista en Commer Cars.
El primer vehículo producido fue el 30HP 3 ton RC Type, con transmisión de cadena. Pronto la gama se amplió a modelos de 1/2, 2 y 7 toneladas y en 1909 produjo el primer autobús de pasajeros.
En el Salón del Automóvil Comercial celebrado en el pabellón Olympia de Londres en marzo de 1907, Commer exhibió un chasis de autobús con un motor de 30-36 caballos y una caja de cambios inventada por Mr Linley, el gerente mecánico de la compañía. Además del chasis del autobús, Commer exhibió un autobús descubierto para treinta pasajeros y furgonetas ideadas para las principales empresas de reparto.
Durante la Primera Guerra Mundial se dedicó a fabricar camiones para el ejército británico llegando a construir 3000 unidades hasta 1919. Después de la guerra se volvieron a introducir varios modelos desde 2 hasta 10 toneladas. Sin embargo, el exceso de vehículos en el mercado debido a los sobrantes del ejército, complicó mucho las ventas, lo que se tradujo en una paulatina recesión de la compañía hasta que fue finalmente comprada por Humber en 1926 y posteriormente ambas compañías por el Grupo Rootes en 1931.
Commer siguió existiendo dentro de Rootes como la marca de vehículos industriales y autobuses junto con Karrier, otro fabricante de este tipo de vehículos comprado por Rootes en 1934. La marca Commer perduró hasta 1976 cuando tras la toma de control de Rootes por parte de Chrysler para formar Chrysler Europe en 1967, fue sustituida por la marca Dodge.

## Camiones

### Commer Superpoise

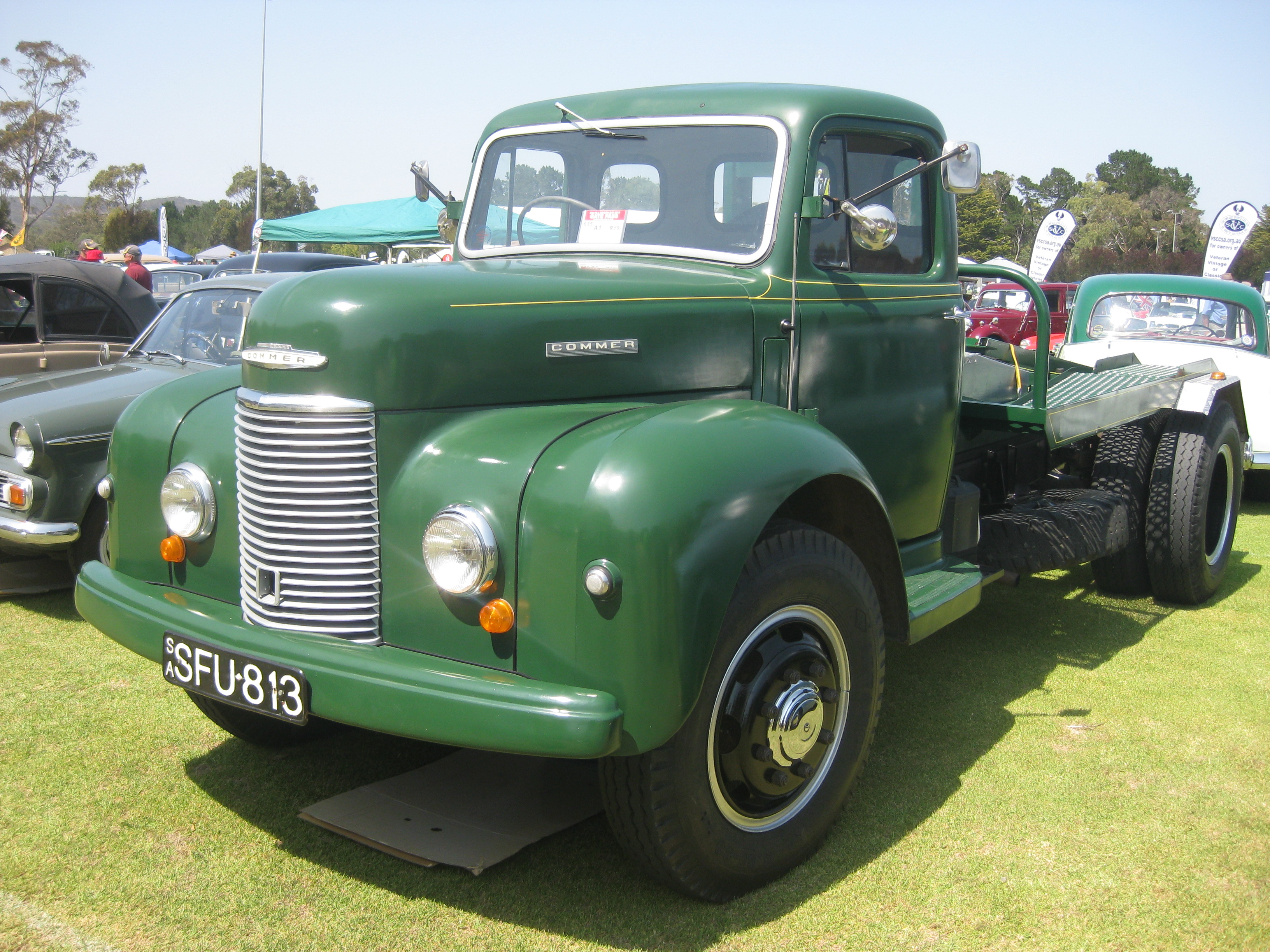
Commer Superpoise (1955)

La gama Commer Superpoise se introdujo en 1939, con opciones de cabina semidelantera y delantera. La línea incluía camiones de 1½ a 6 toneladas de capacidad propulsados por motores diésel o de gasolina de 6 cilindros. Una nueva gama Superpoise con cargas útiles de entre dos y cinco toneladas se introdujo en 1955.

## Autobuses

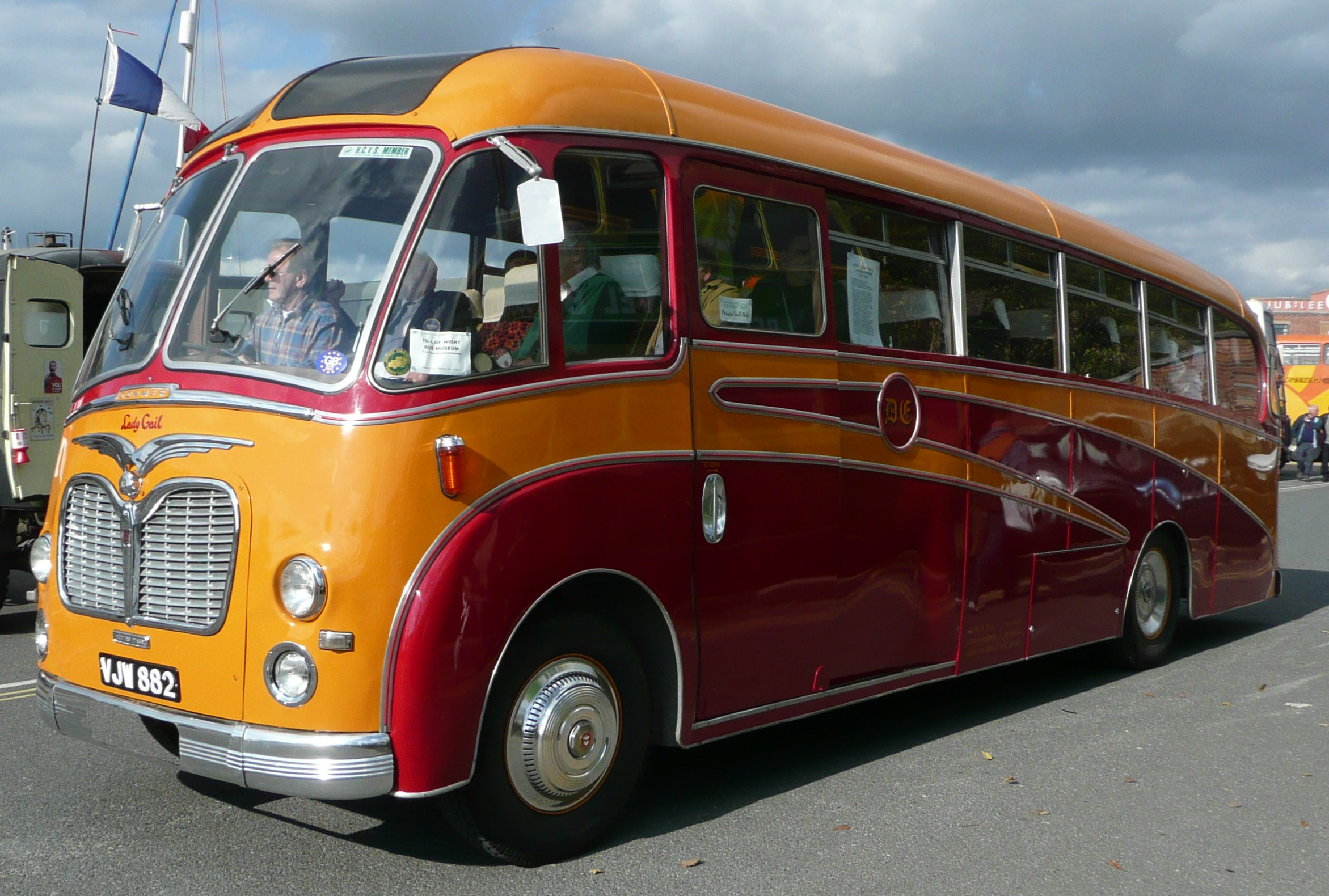
Un autobús con motor Commer TS3 (Museo de la Isla de Wight, año 2008)

Commer produjo autobuses desde muy pronto, y en 1909 entregó cuatro unidades para el servicio de la localidad de Widnes. El modelo Commando fue lanzado poco después de la Segunda Guerra Mundial, y el Avenger, que sería equipado con el motor TS3 en 1954, apareció el 28 de febrero de 1948. El Commando se utilizó para el traslado de las tripulaciones de la Real Fuerza Aérea después de la Segunda Guerra Mundial, con un sobretecho panorámico elevado en la mitad trasera de la carrocería.

## Vehículos comerciales ligeros

### Commer Light Pick-up

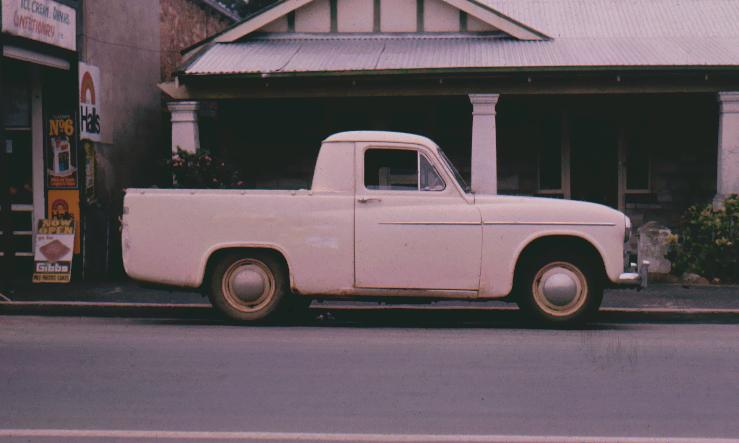
Commer Light Pick-up

El Commer Light Pick-Up estaba basado en la berlina Hillman Minx. Producido por Commer durante la década de 1950, también se produjo un modelo similar Hillman-badged. su versión Mark III estaba impulsada por un motor de 4 cilindros y 1184 cc; la Mark VI se amplió a 1265 cc; y la Mark VIII 
recibió un motor de 1390 cc. Su producción finalizó aproximadamente en 1958.
La producción australiana alrededor de 1950 incluyó una variante cupé con una ventana lateral adicional.

### Commer Express Delivery Van

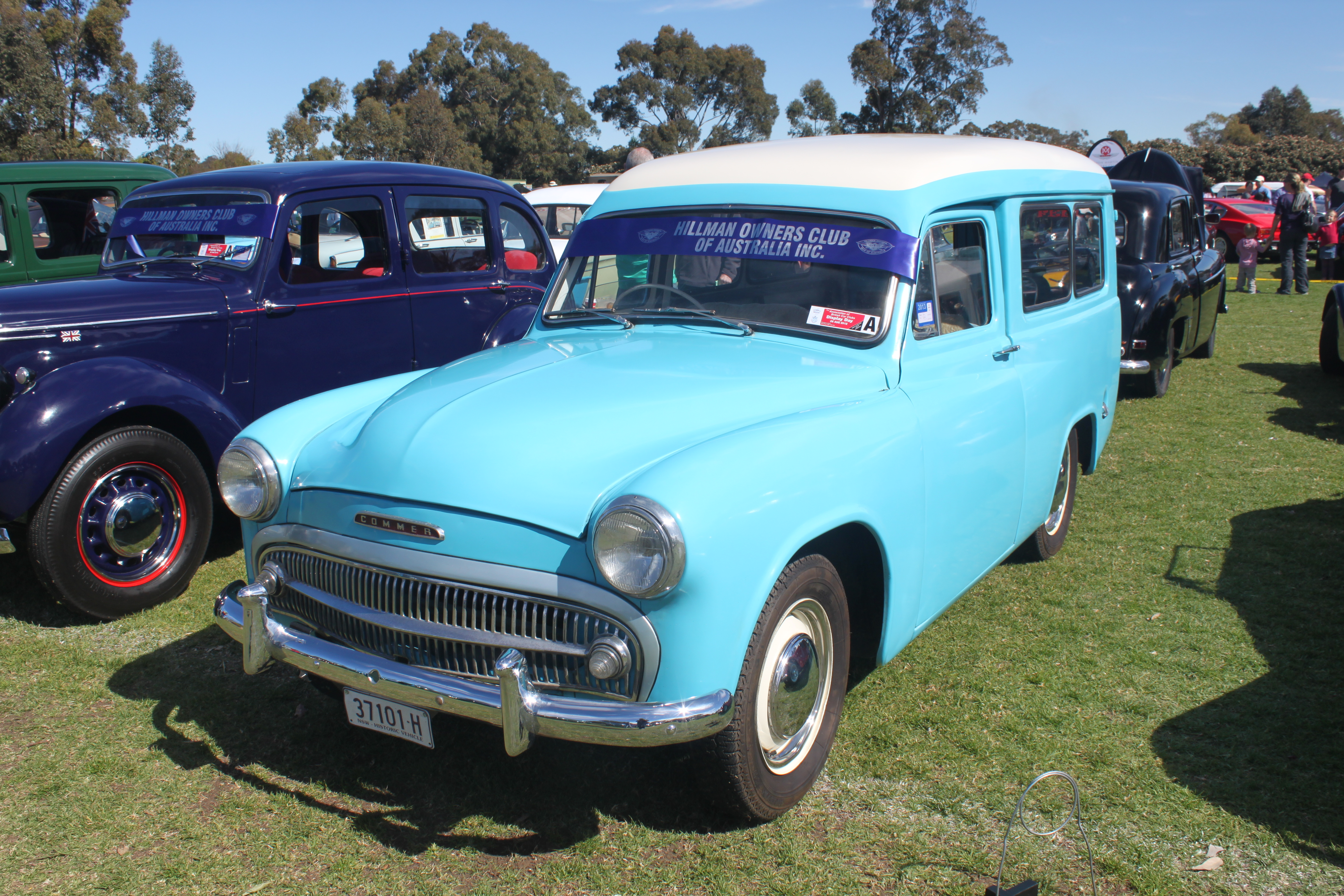
Commer Express Delivery Van

El Commer Express Delivery Van era un vehículo comercial ligero producido por Commer durante la década de 1950, compitiendo en el mercado de furgonetas de entre 800 y 1000 kg de carga. Se basó en la berlina Hillman Minx y evolucionó en paralelo con ese modelo, con designaciones que van desde Mark III a Mark VIIIB. El modelo de 1957, que presentaba un espacio de carga de 2,8 m3 y una carga útil de aproximadamente 900 kg, estaba propulsado por un motor Hillman de cuatro cilindros y 1390 cc y disponía de una caja de cambios de cuatro velocidades con la palanca sobre la columna de transmisión.

### Commer Cob

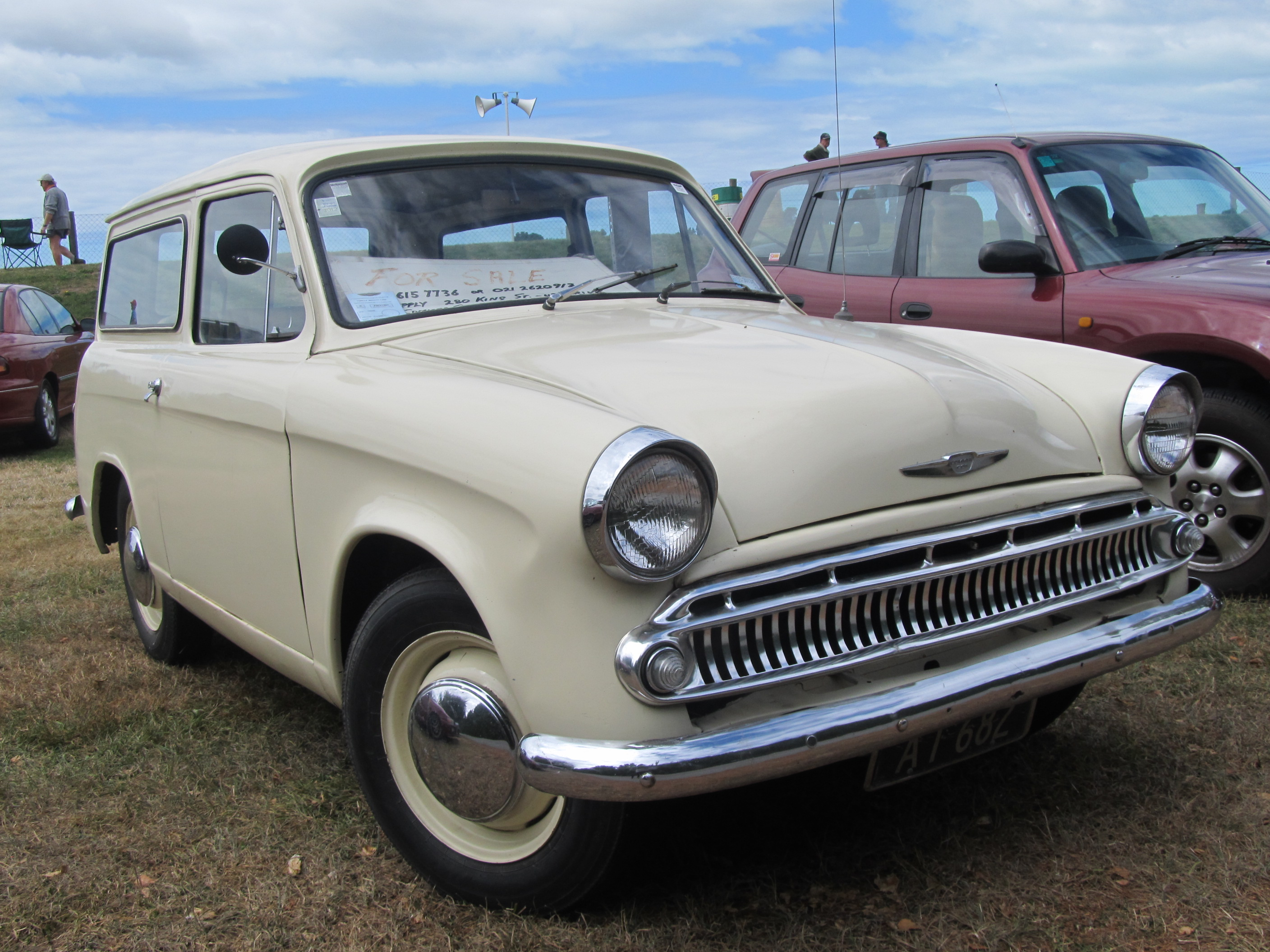
Commer Cob (1961)

La Commer Cob es una furgoneta de 700 kg de capacidad de carga introducida a principios de 1956. Estaba basada en el Hillman Husky, derivado a su vez del Hillman Minx Mark VIII. En 1958 se introdujeron los nuevos modelos Cob y Husky, basados en el Hillman Minx Audax.

### Commer Imp Van
El Commer Imp Van se introdujo en septiembre de 1965 y se basó en la pequeña berlina Hillman Imp. Se le dio el nombre de Hillman Imp Van en octubre de 1968, con una producción total de 18.194 unidades antes de su retirada del mercado en julio de 1970. El  Hillman Husky, un modelo familiar introducido en julio de 1967, estaba basado en el Imp Van.

### Commer BF

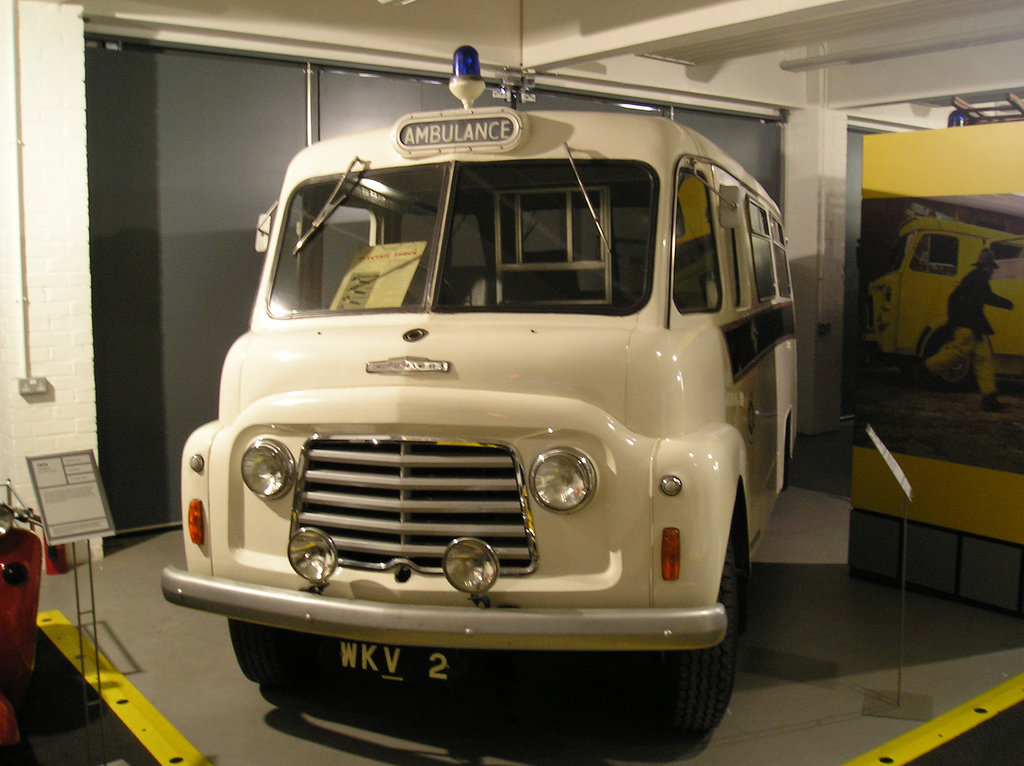
Ambulancia basada en el Commer BF

Muchas de estas furgonetas fueron construidas como puestos de helados móviles.

### Commer Walk-Thru

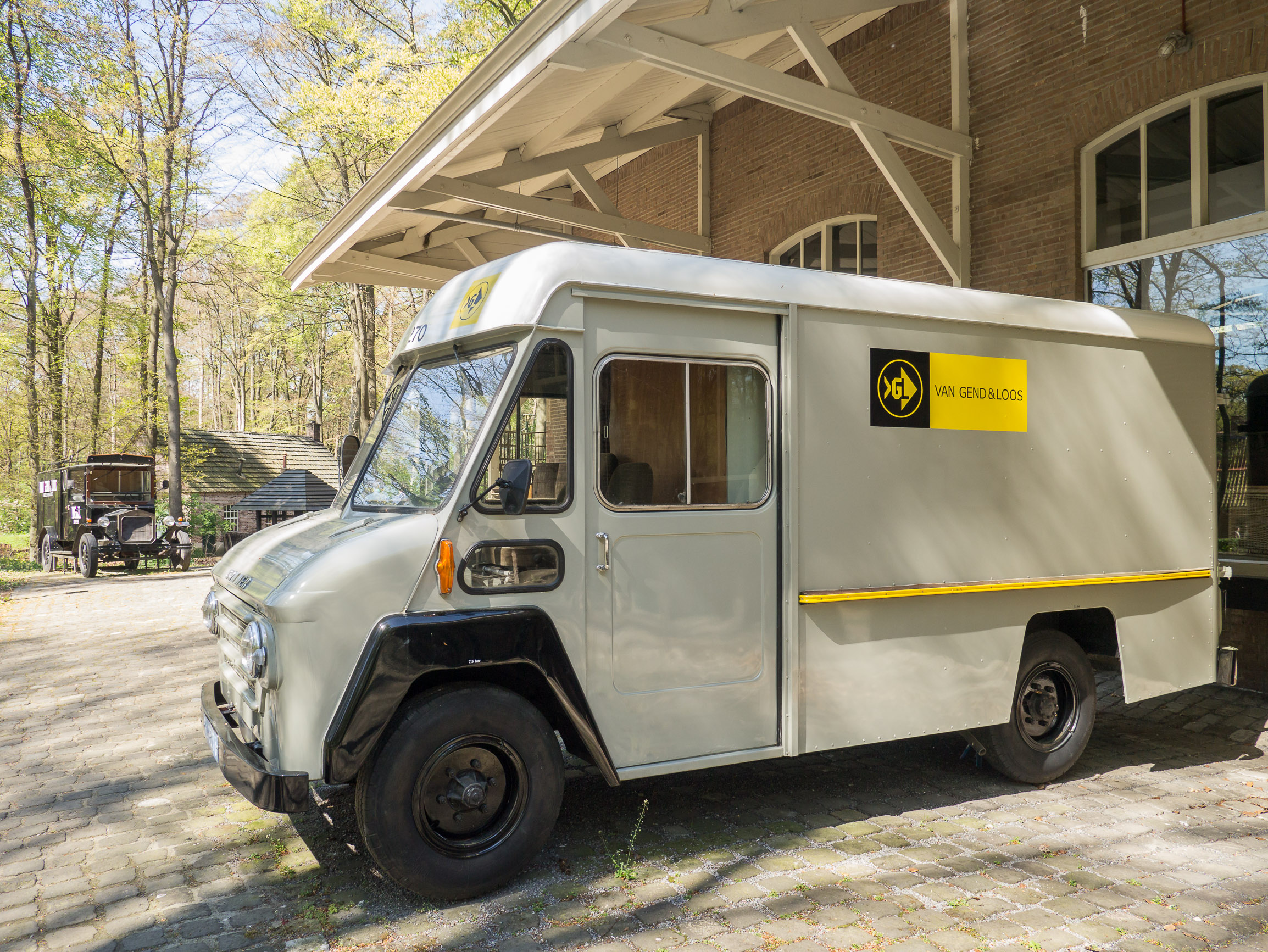
Furgoneta Commer Walk-Thru de la compañía holandesa Van Gend & Loos

El Commer Walk-Thru se presentó en 1961 como reemplazo del Commer BF. Se ofrecía en variantes de chasis de 1½, 2 y 3 toneladas, con distintos tipos de motores diésel o de gasolina. A partir de 1964, Santana Motor fabricó y distribuyo este modelo en España con el nombre de Commer Santana.

### Commer FC/PA/PB/Spacevan

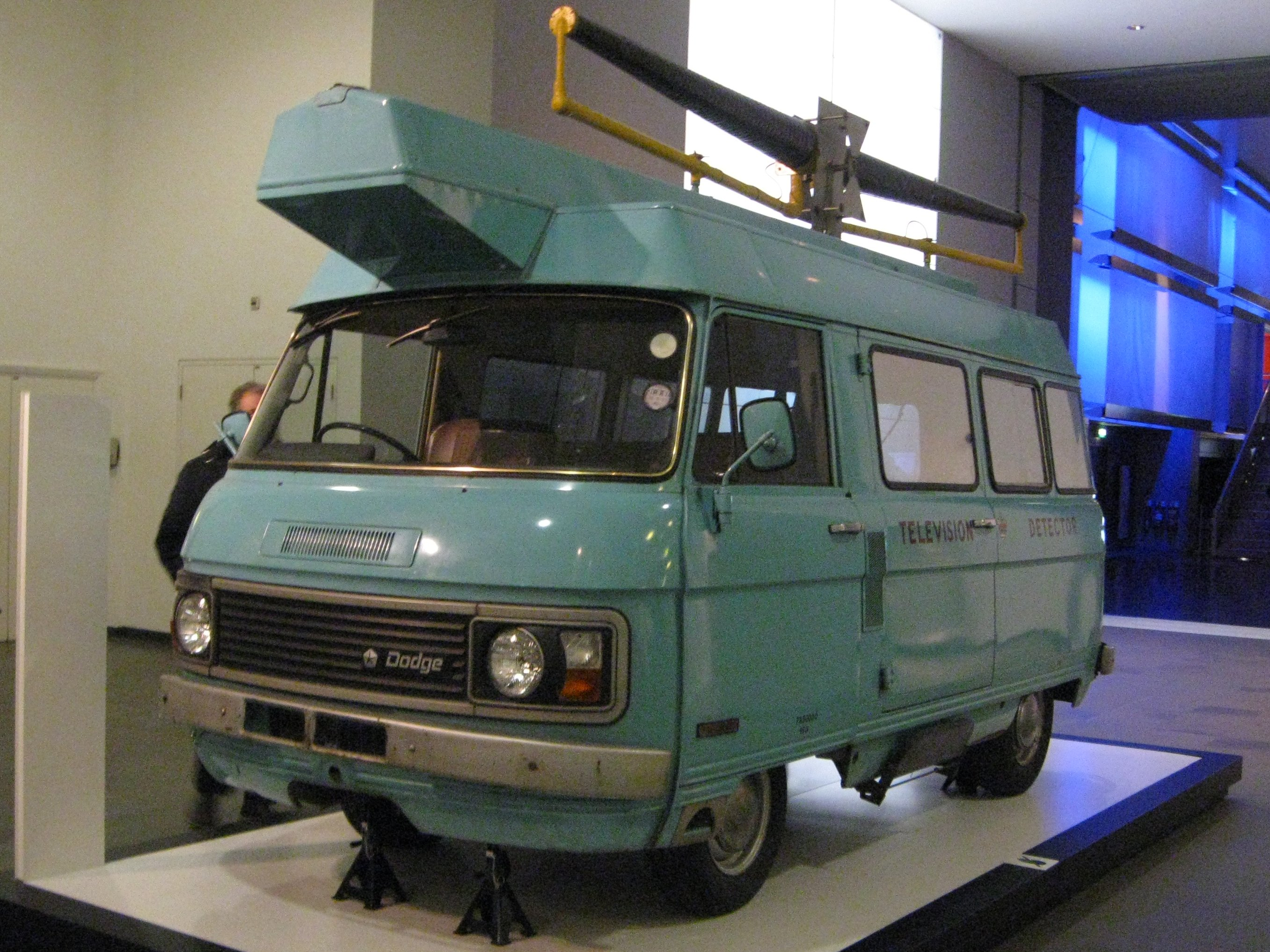
SpaceVan con la marca Dodge, equipado como recibidor de televisión (Museo de Ciencias de Londres, en 2015)

El Commer FC se introdujo en 1960 con muchos estilos de carrocería, incluida una camioneta con motor de 1500 cc. Después de las actualizaciones del motor y del interior, se cambió el nombre primero a PB en 1967, y más adelante a SpaceVan en 1974. Como se señaló anteriormente, se vendió como modelo Dodge y Fargo hasta 1976, cuando se eliminaron los nombres de Commer y Fargo. Estas eran camionetas con puesto de conducción frontal y una vía delantera relativamente estrecha, una limitación de su suspensión derivada de un automóvil Humber. Utilizó al principio el motor Hillman de 4 cilindros y 1500 cc en la serie PA, luego uno más grande de 1600 cc, y desde 1968 en adelante se montó en el PB el propulsor de 1725 cc con culata de fundición. También estaba disponible un motor diésel Perkins 4108.
Una de las condiciones del rescate gubernamental de las operaciones británicas de Chrysler en 1976 fue el compromiso de mejorar el Spacevan, que era elogiado por sus frenos, estabilidad en las curvas y precio, pero criticado por su escasa potencia, mínima comodidad y baja velocidad máxima. Un Spacevan revisado fue reintroducido en 1977, utilizando las mismas mecánicas pero con numerosos cambios estéticos, de confort y un nuevo interior. Aunque había quedado desfasado cuando desapareció en 1982, coincidiendo con la absorción de Commer por Peugeot, el Spacevan siguió siendo una presencia familiar en el Reino Unido gracias a su suso por el Servicio Postal Británico, que fue casi exclusivamente el responsable de que permaneciera en producción durante tanto tiempo. Estas furgonetas y los pedidos pendientes fueron heredados por British Telecom en el momento de su formación en octubre de 1981. En este momento, había tres motores: dos de gasolina de 1,7 litros (de 50 CV con baja compresión; y de 56 CV con alta compresión), y un pequeño motor diésel (de 41 CV), con una transmisión manual de cuatro velocidades. El último Spacevan fue construido en 1983.

## Vehículos militares

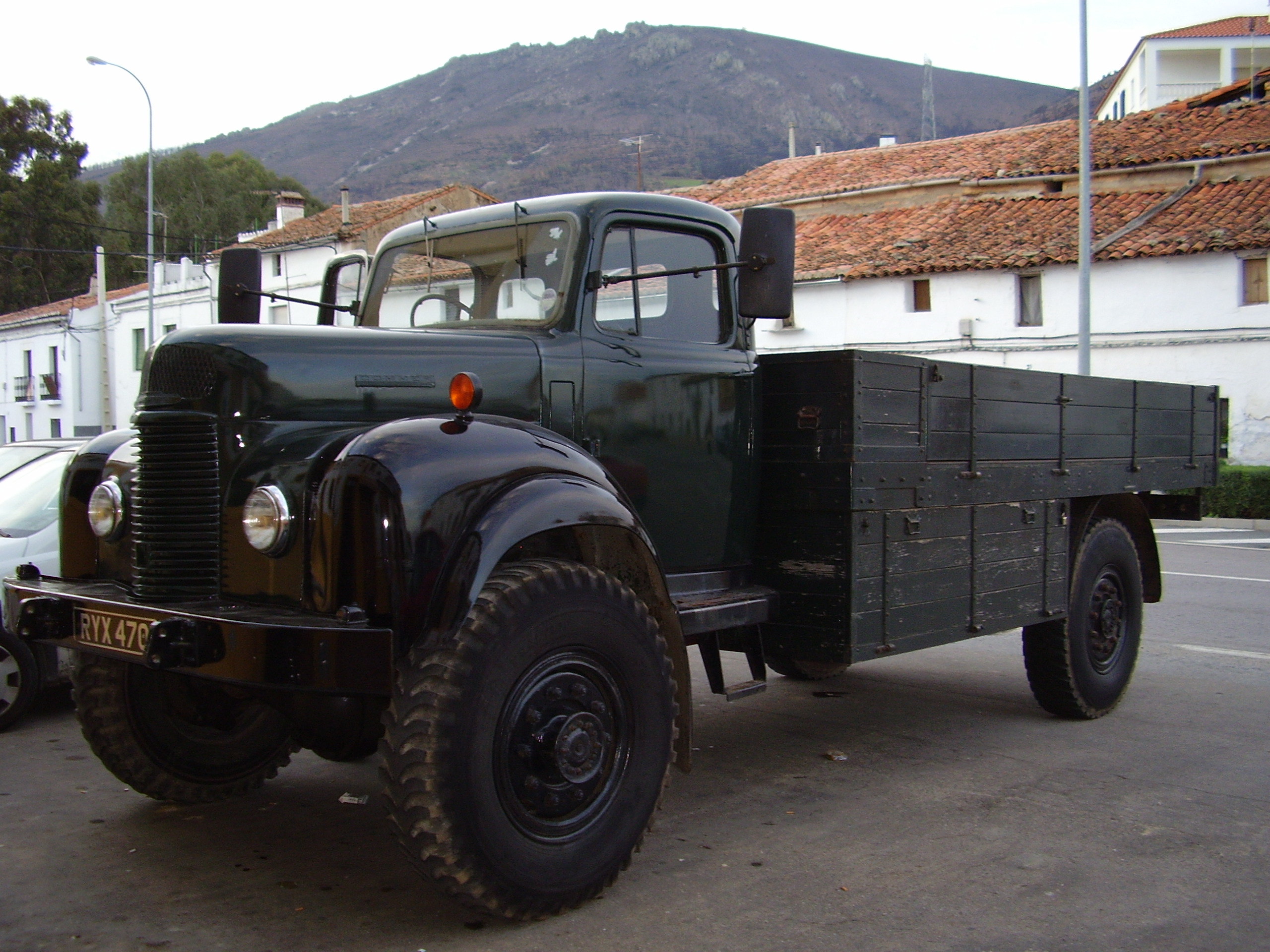
Commer Q4

Commer fabricó numerosos tipos de vehículos militares durante la Segunda Guerra Mundial, que todavía se usaban en los años ochenta. Entre los más conocidos figuran los pequeños camiones Commer Q4, diseñados para mejorar sus capacidades todoterreno.

## Motores
Commer diseñó y fabricó sus propios motores diésel para sus vehículos comerciales pesados y autobuses. Eran unidades compactas diseñadas para ser desplegadas debajo del suelo de la cabina.

### TS3
El motor TS3 era una unidad diésel de dos tiempos y tres cilindros cada uno con dos pistones opuestos, de forma que la cámara de combustión quedaba confinada entre la cabeza de los dos pistones y las paredes del cilindro. Fue diseñado específicamente para la gama de camiones Commer. El TS3 y su derivado TS4 fueron los únicos motores que utilizaban balancines para entregar potencia al cigüeñal individualmente.

### TS4
El motor TS4 recorrió 1,2 millones de millas como prototipo de preproducción. Era una versión de 4 cilindros del TS3.

## Automovilismo
El equipo escocés de carreras de automóviles Ecurie Ecosse usó camión de dos pisos de base Commer durante los años 1950.

## Karrier
Commer adquirió en 1934 la compañía Karrier, cuyos modelos quedaron incluidos en la gama de productos especiales del Grupo Rootes, Entre los productos de Karrier figuraban el tractor Cob (un "caballo mecánico" diseñado en 1930), y vehículos para servicios municipales: camiones de recogida de basura, barredoras y autobuses. El Cob se había suministrado a las compañías ferroviarias Southern, LNE y LM & S, y había pedidos en curso en el momento en que Karrier fue comprada.
A principios de la década de 1960, la producción se trasladó a Dunstable, donde Commer, Dodge (Reino Unido) y Karrier se unieron. La marca registrada Karrier es actualmente propiedad de Peugeot.

## Modelos a escala
- Lesney Products "Matchbox" Series; No. 47b, (producción de 1963 a 1969), Commer BF "Puesto de Helados", Lyons Maid, aproximadamente a escala 00.[31]
- Serie de productos "Matchbox" de Lesney Products; No. 62b, (producción 1963 a 1969), Commer BF "TV Service Van", 'Rentaset', aproximadamente a escala 00.[32]
- Meccano Dinky Toys; No. 430 (producción 1954-64), Commer Breakdown Vehicle (Superpoise), aproximadamente a escala 0 (1:44).[33]
- Corgi produjo varios modelos basados en vehículos Commer entre 1956 y 1971, incluidas camionetas de reparto, camiones con plataforma y una cámara móvil (con accesorios), aproximadamente a la escala 0 (1:44).[34]

## Referencias

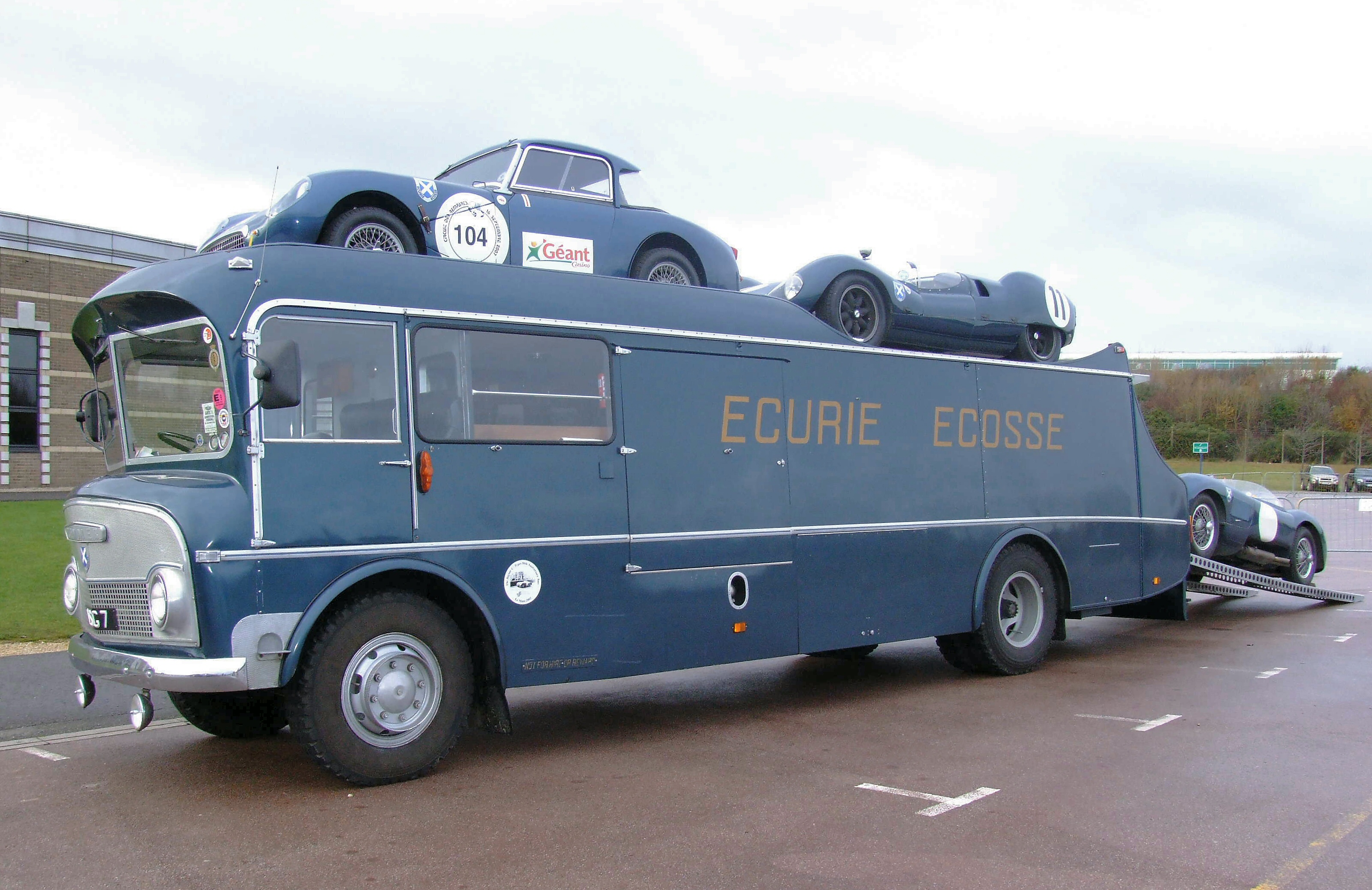
Transporte de coches de carreras Ecurie Ecosse restaurado

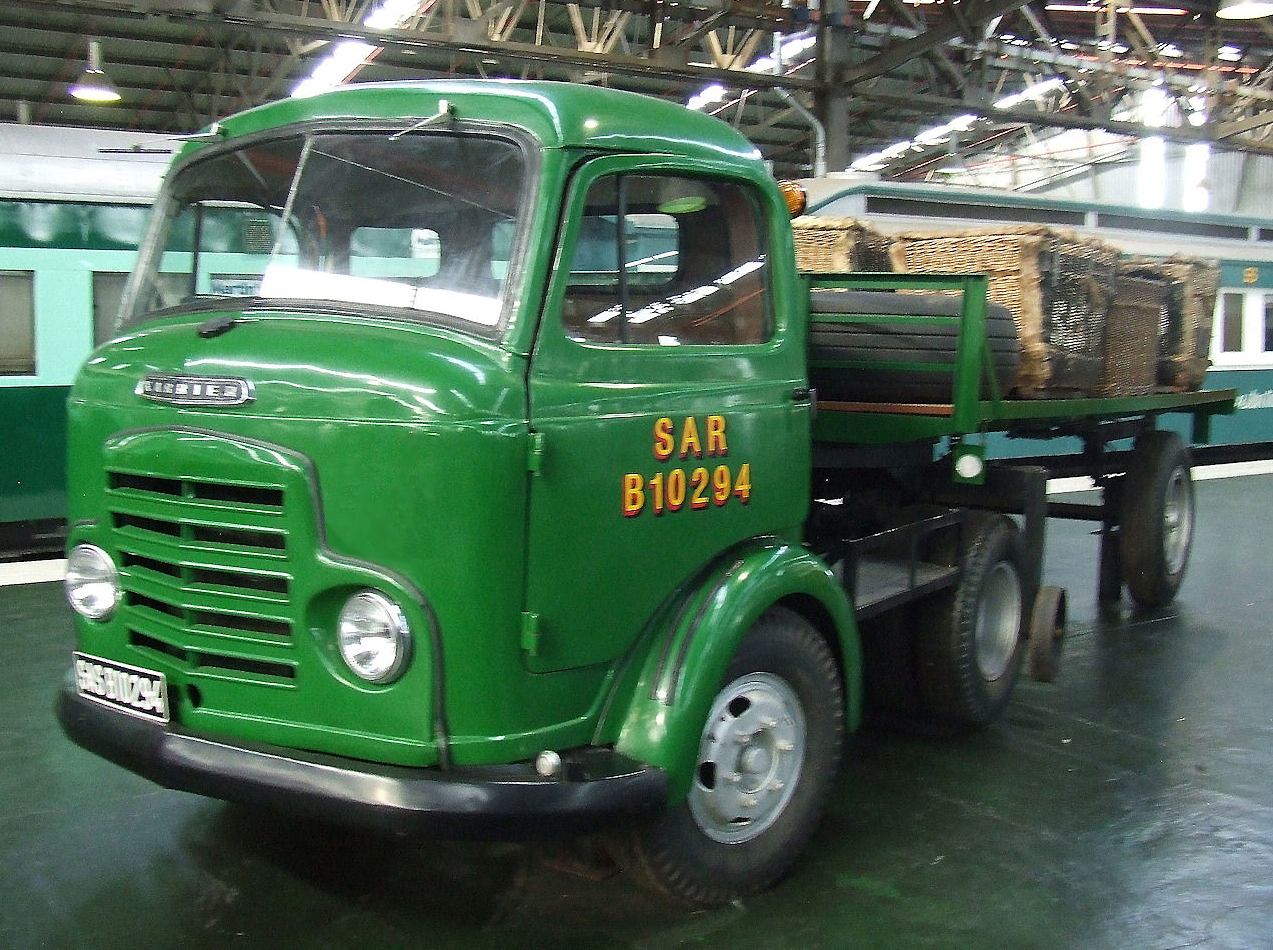
Karrier Bantam (hacia 1952)

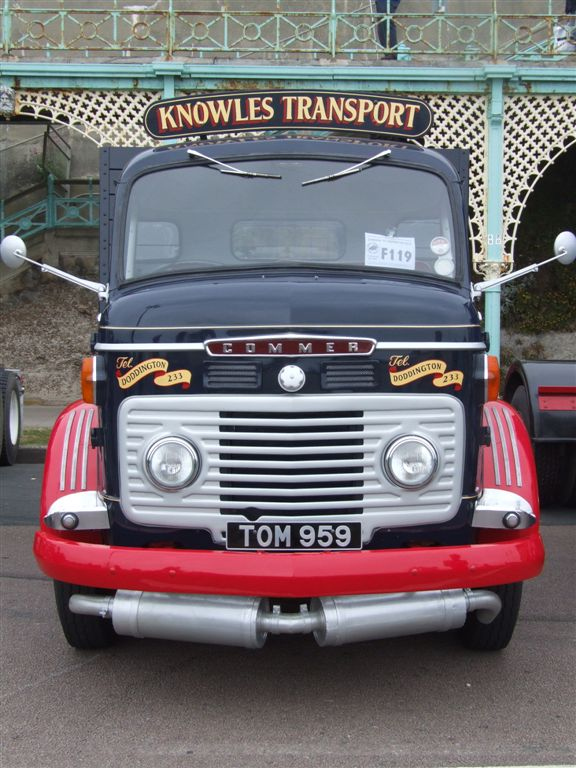
Unidad tractora Commer (1954)